# 车家壁站
车家壁站是一个位于中华人民共和国云南省昆明市西山区碧鸡街道春雨路地下，属于昆明地铁3号线的地铁车站，于2017年8月29日启用。本站同时也是3号线与规划中的安宁线的换乘站。

## 出口
该站设有3个出口：
|                       | 编号   | 地点                 | 建议前往的目的地 | 照片 |
| 出口 · A              | 春雨路 | 碧鸡社区卫生服务中心 |                  |      |
| 出口 · B · 升降机标志 | 春雨路 | 碧鸡农贸市场         |                  |      |
| 出口 · D              | 春雨路 | 车家壁村             |                  |      |
| 註： 設有             |        |                      |                  |      |